# ラインメール青森FC
ラインメール青森FC（ラインメールあおもりエフシー、ドイツ語: ReinMeer Aomori FC）は、日本の青森県青森市をホームタウンとする、日本フットボールリーグ（JFL）に加盟するサッカークラブ。Jリーグ加盟を目指すクラブの1つである。呼称はラインメール青森（ラインメールあおもり）。

## 概要
1995年に青森蹴球団として創設され、その後に名称をラインメール青森FCに定めた。2019年にJリーグ百年構想クラブとして承認された。
チーム名はライン（ドイツ語: Rein、「清んだ」の意味）およびメール（ドイツ語: Meer、「海」）の造語で、「清んだ海、青い森」の意味合いも有する

## 歴史

### 県リーグ・東北リーグ（1995年 - 2015年）
1995年に青森蹴球団として創設、青森市サッカー協会が運営を担い、市内のチームからの選抜により選手を構成していた。2003年シーズンに東北社会人サッカーリーグ2部北ブロックに参戦したが、1年で青森県社会人サッカーリーグへ降格。2007年に青森市に本社を構える電気設備工事会社の東和電材の社内に事務局を移転。2008年に県リーグ1部を10勝1分で優勝。北東北3県県リーグチャレンジリーグで2位。東北リーグ2部北8位の猿田興業との入れ替え戦に勝利し、東北リーグ2部北ブロックに6年ぶりに復帰。青森県サッカー選手権大会（天皇杯県予選）はベスト8。
2009年は東北リーグ2部北ブロックで7位となったが、入れ替え戦に勝利して東北リーグ残留。2011年にアンソメット岩手・八幡平と強化パートナーシップ提携を締結。2012年に前年までコーチを務めたアンソメットの代表兼GMである丸山富洋が監督に就任。2013年にサッカースクールおよびジュニアチームを創設。東北2部北ブロックで優勝して1部へ昇格。
2013年11月に逮捕された丸山に有罪判決が出されたことを受けて、2014年2月1日に丸山が監督を辞任。佐川印刷京都元コーチの葛野昌宏が後任監督に就任、4月にジュニアユース創設。東北リーグ1部では3位。県サッカー選手権大会は決勝でヴァンラーレ八戸に敗れ準優勝。また、第50回全国社会人サッカー選手権大会に初出場したが2回戦でVONDS市原に敗れた。
2015年、東北リーグ1部では無敗でシーズンを終えるも2位。第51回全国社会人サッカー選手権大会でベスト4の成績。第39回全国地域サッカーリーグ決勝大会で優勝した。12月9日のJFL理事会で2016年度からのJFL入会が承認された。また、県サッカー選手権大会で初優勝し、天皇杯に初出場した。

### JFL（2016年 -）
2016年は、JFL1stステージは勝ち点17の11位だったが、2ndステージは守備が安定して第1節 - 第8節まで無敗で第6節までは開幕6連勝を飾り、第3節 - 第8節までは6試合連続無失点試合を達成し、優勝争いに絡んだ。しかしその後は勝ち点は伸ばせずに勝ち点28の5位だったが、年間では勝ち点45の8位。
2017年は、1stステージ第2節から2ndステージ第8節まで22試合無敗。1stステージは勝ち点30の4位。2ndステージは勝ち点31の2位となり、年間でも勝ち点61で過去最高の2位。また、第72回国民体育大会サッカー成年男子に青森県代表として出場し、県勢初となる優勝を果たした。
2018年11月30日にJリーグ百年構想クラブの申請書類が受理され、2019年2月19日にJリーグ百年構想クラブとして承認された。
2020年は2年ぶりに天皇杯に出場、4回戦で敗れた。
2023年1月、Jリーグ百年構想クラブの資格を返上した。これは2022年12月にJ3昇格（入会）に際して必要だった百年構想クラブの資格を持っていなくてもJ3ライセンスの取得に支障がない状況になったことを受けてのものである。2024年度J3クラブライセンスを申請し、9月26日のJリーグ理事会で交付が決定されたものの、10月24日のJリーグ理事会にて、平均観客数2000人という努力目標に対し、同日時点で1試合平均観客数が僅か535人と少ないことが指摘され、2024年のJ3リーグ加入については継続審議となる。結局、最高で3位までは順位を上げ、最終節まで2位以内に入る可能性はあったものの、一度も2位以上になることなく5位で終了した。ホームでは同年のJFL全15チーム中最多の勝点30（9勝3分2敗）を挙げながら、アウェーではワースト2位タイの勝点12しか挙げられず、アウェーで2勝のみは最下位だった沖縄SVと並ぶワーストタイだったことが足を引っ張る形となった。
2024年は第21節で3位浮上したものの、その後勝ったのは僅か1勝のみで最終的には2位の高知ユナイテッドSCとは勝ち点差14の10位に沈んだ。また9月には柴田峡 監督が選手・スタッフへの暴言やパワーハラスメントがあったことが明らかになり、4試合（第18節（9月1日）～第21節（9月22日））のベンチ入り禁止及び自宅謹慎と制裁金を科したことを発表した。そしてこの年で3年間監督を務めた柴田峡 監督が退任した。
2025年は監督に藤崎町出身の原崎政人 前大宮アルディージャ監督が就任した。

## ホームスタジアム
Jリーグ百年構想クラブ時代に申請・登記したホームスタジアムは新青森県総合運動公園陸上競技場（カクヒログループ アスレチックスタジアム）である が、現在は隣接する同運動公園球技場をメインとしている。なお、過去のホームゲーム開催スタジアムはラインメール青森FCの年度別成績一覧#年度別入場者数を参照のこと。

## タイトル・表彰

### チーム
リーグ戦
- 青森県社会人サッカーリーグ1部：1回
  - 2008
- 東北社会人サッカーリーグ2部北：1回
  - 2013

カップ戦
- 全国地域サッカーリーグ決勝大会：1回
  - 2015
- 青森県サッカー選手権大会（兼天皇杯青森県予選） : 3回
  - 2015, 2018, 2020

## ユニフォーム
2006年以前は不明のため、それ以後の情報を記す。

### チームカラー
- 青

### ユニフォームスポンサー
| 掲出箇所   | スポンサー名                                                    | 表記                                          | 掲出年                   | 備考                                                                  |
| 胸         | 東和電材                                                        | TOWA                                          | 2007年 -                 |                                                                       |
| 鎖骨       | 角弘 ビジネスサービス 青森共同計算センター 青森電子計算センター | カクヒロ グループ                             | 2020年 -                 | 右側に表記 2017年 - 2019年はパンツ                                    |
| 鎖骨       | 角弘 ビジネスサービス 青森共同計算センター 青森電子計算センター | kbs BUSINESS SERVICE 株式会社ビジネスサービス | 2020年 -                 | 左側に表記                                                            |
| 背中上部   | アクト                                                          | アクト建築社                                  | 2024年 -                 |                                                                       |
| 背中下部   | 西田組                                                          | 株式会社西田組                                | 2017年 -                 | 2017年 - 2022年は「NISHIDA」表記                                      |
| 袖         | 日本農業                                                        | NIHON AGRI,INC.                               | 2020年 - 2021年 2023年 - |                                                                       |
| パンツ前面 | 丸大サクラヰ薬局                                                | Happy Drug ハッピー・ドラッグ HEALTH & BEAUTY | 2013年 - 2015年 2024年 - | 2016年 - 2023年は背中上部 2016年 - 2023年は「ハッピー・ドラッグ」表記 |
| パンツ背面 | なし                                                            | -                                             | -                        |                                                                       |

### ユニフォームサプライヤーの遍歴
- - 2008年：アディダス
- 2009年 - 2012年：ナイキ
- 2013年 - 2017年：アンダーアーマー
- 2018年 - 現在：アンブロ

### 歴代ユニフォームスポンサー表記
| 年度 | 箇所 | 箇所              | 箇所                                          | 箇所               | 箇所           | 箇所            | 箇所                                          | 箇所       | サプライヤー |
| 年度 | 胸   | 鎖骨右            | 鎖骨左                                        | 背中上部           | 背中下部       | 袖              | パンツ前面                                    | パンツ背面 | サプライヤー |
| 2007 | TOWA | 解禁前            | 解禁前                                        | 青森マリーナ       | 解禁前         | -               | -                                             | 解禁前     | adidas       |
| 2008 | TOWA | 解禁前            | 解禁前                                        | 青森マリーナ       | 解禁前         | -               | -                                             | 解禁前     | adidas       |
| 2009 | TOWA | 解禁前            | 解禁前                                        | -                  | 解禁前         | 青森マリーナ    | -                                             | 解禁前     | NIKE         |
| 2010 | TOWA | 解禁前            | 解禁前                                        | -                  | 解禁前         | 青森マリーナ    | -                                             | 解禁前     | NIKE         |
| 2011 | TOWA | 解禁前            | 解禁前                                        | -                  | 解禁前         | 青森マリーナ    | -                                             | 解禁前     | NIKE         |
| 2012 | TOWA | 解禁前            | 解禁前                                        | -                  | 解禁前         | 青森マリーナ    | -                                             | 解禁前     | NIKE         |
| 2013 | TOWA | 解禁前            | 解禁前                                        | SANWADO            | 解禁前         | -               | Happy Drug ハッピー・ドラッグ HEALTH & BEAUTY | 解禁前     | UNDER ARMOUR |
| 2014 | TOWA | 解禁前            | 解禁前                                        | SANWADO            | 解禁前         | -               | Happy Drug ハッピー・ドラッグ HEALTH & BEAUTY | 解禁前     | UNDER ARMOUR |
| 2015 | TOWA | 解禁前            | 解禁前                                        | SANWADO            | 解禁前         | ㍿東洋社        | Happy Drug ハッピー・ドラッグ HEALTH & BEAUTY | 解禁前     | UNDER ARMOUR |
| 2016 | TOWA | 解禁前            | 解禁前                                        | ハッピー・ドラッグ | -              | ㍿東洋社        | -                                             | 解禁前     | UNDER ARMOUR |
| 2017 | TOWA | 解禁前            | 解禁前                                        | ハッピー・ドラッグ | NISHIDA        | ㍿東洋社        | カクヒロ グループ                             | 解禁前     | UNDER ARMOUR |
| 2018 | TOWA | -                 | -                                             | ハッピー・ドラッグ | NISHIDA        | ㍿東洋社        | カクヒロ グループ                             | 解禁前     | umbro        |
| 2019 | TOWA | -                 | -                                             | ハッピー・ドラッグ | NISHIDA        | ㍿東洋社        | カクヒロ グループ                             | 解禁前     | umbro        |
| 2020 | TOWA | カクヒロ グループ | kbs BUSINESS SERVICE 株式会社ビジネスサービス | ハッピー・ドラッグ | NISHIDA        | NIHON AGRI,INC. | -                                             | -          | umbro        |
| 2021 | TOWA | カクヒロ グループ | kbs BUSINESS SERVICE 株式会社ビジネスサービス | ハッピー・ドラッグ | NISHIDA        | NIHON AGRI,INC. | -                                             | -          | umbro        |
| 2022 | TOWA | カクヒロ グループ | kbs BUSINESS SERVICE 株式会社ビジネスサービス | ハッピー・ドラッグ | NISHIDA        | -               | -                                             | -          | umbro        |
| 2023 | TOWA | カクヒロ グループ | kbs BUSINESS SERVICE 株式会社ビジネスサービス | ハッピー・ドラッグ | 株式会社西田組 | NIHON AGRI,INC. | -                                             | -          | umbro        |
| 2024 | TOWA | カクヒロ グループ | kbs BUSINESS SERVICE 株式会社ビジネスサービス | アクト建築社       | 株式会社西田組 | NIHON AGRI,INC. | Happy Drug ハッピー・ドラッグ HEALTH & BEAUTY | -          | umbro        |